# Let It Burn
«Let It Burn» — песня американской соул-певицы Джазмин Салливан, вышедшая 17 марта 2015 года с третьего студийного альбома Reality Show. Авторами песни выступили Jazmine Sullivan, Dwane Weir II, Kenny B. Edmonds.
Песня получила положительные отзывы и была номинирована на две премии «Грэмми-2016» в категориях Лучшая R&B-песня и Лучшее исполнение традиционной R&B-песни
.
Песня достигла позиции № 4 в чарте Billboard Adult R&B Songs в 2015 году.

## Чарты

### Еженедельные чарты
| Чарт (2015)                    | Высшая позиция |
| ------------------------------ | -------------- |
| US Adult R&B Songs (Billboard) | 4              |